# Phobolosia anfracta
Phobolosia anfracta is een vlinder uit de familie van de uilen (Noctuidae). De wetenschappelijke naam van de soort werd voor het eerst geldig gepubliceerd in 1881 door H. Edwards als Nola anfracta.